# RDS-5
RDS-5 (en russe : РДС-5) est le nom donné à une arme nucléaire tactique à fission améliorée créée par l'Union soviétique dans les années 1950.

## Conception
La RDS-5 fait partie d'une série de petites bombes nucléaires tactiques développée par l’Union soviétique. La conception de la RDS-5 était identique à celle de la RDS-4, sauf que celle-ci possédait une charge nucléaire au plutonium, tandis que la bombe RDS-5 disposait d’une charge consistant en un noyau de plutonium enveloppé dans une enveloppe  d’uranium 235, La charge était en lévitation, ce qui signifie qu'elle était suspendue par des fils à l’intérieur de la bombe, et la couche d’explosifs, comme pour la RDS-4, était très réduite, et était composée à parts égales de TNT et de RDX.

## Historique
La RDS-5 fut construite après la création des bombes RDS-2 et RDS-3, lorsque le problème de la taille de ces armes, qui empêchait leur utilisation comme armes tactiques, devint une priorité. Dans le cadre du programme de construction d’armes nucléaires soviétiques fut créé les RDS-4, la RDS-4M (une version plus petite que ce prédécesseur) et la RDS-5. Toutefois, les plans existaient déjà de manière théorique.

### Essai
En 1953, furent essayées trois bombes RDS-5, larguées par des avions Tu-4. Les commandants des équipages étaient V.Y. Kutyrchev et F.P. Golovashko. Le premier essai eut lieu le 3 septembre 1953, au-dessus du Polygone nucléaire de Semipalatinsk. La bombe explosa à 255 mètres d’altitude et développa une énergie de 5,8 kilotonnes. L’essai fut nommé Joe-6 par les Américains. Puis le 8 septembre, à 220 m d’altitude un second essai développa 1,6 kt, et enfin le 10 septembre, à 220 m, le dernier essai développa 4,9 kt. Ce dernier essai correspond probablement à celui nommé Joe-7 par les Américains.
Cette bombe fut à nouveau testée en octobre 1954 (le 26 ou le 28 octobre selon les sources) sur le site d'essai de Semipalatinsk, à la demande de Iouli Khariton, afin d’obtenir plus d'informations sur la nouvelle conception de l’initiateur de neutrons.